# Tournée de l'équipe de France de rugby à XV en 2025
L'équipe de France de rugby à XV effectue une tournée en Nouvelle-Zélande du 5 au 19 juillet 2025, dans le cadre du calendrier international d'été.

## Historique
Grâce notamment à leurs rencontres spectaculaires en Coupe du monde (huit au total, confrontation la plus disputée de l'histoire de la compétition avec Australie-pays de Galles), les oppositions entre France et Nouvelle-Zélande sont un classique du rugby à XV international depuis les années 1950, avec 64 oppositions au total. Si le bilan de ces confrontations est nettement à l'avantage des All Blacks, qui l'ont emporté 48 fois, la tendance avant cette tournée est favorable à l'équipe de France, qui a remporté les trois dernières oppositions, dont la plus récente lors des test matchs d'automne 2024.[réf. nécessaire]

## Déroulé de la tournée
Avant de se déplacer en Nouvelle-Zélande, l'équipe de France dirigée par Fabien Galthié dispute une rencontre amicale avec son équipe A contre celle de l'Angleterre le 21 juin, à Twickenham. Disposant alors d'un effectif privé des joueurs disputant les demi-finales de Top 14, et alignant une équipe rajeunie, le XV de France s'impose tout de même 26 à 24 en toute fin de match face à une équipe d'Angleterre présente avec tous ses cadres non retenus pour la tournée des Lions.
Les Bleus partent ensuite pour la Nouvelle-Zélande, où ils disputent trois test matchs, les 5, 12 et 19 juillet.

## Résultats
(juillet 2025).

### Tableau récapitulatif
| No | Date            | Lieu                                             | Match                     | Score   | Compétition  |
| -- | --------------- | ------------------------------------------------ | ------------------------- | ------- | ------------ |
| 1  | 21 juin 2025    | Stade de Twickenham , Twickenham - Angleterre    | Angleterre XV – France A  | 24 – 26 | Match amical |
| 2  | 5 juillet 2025  | Forsyth Barr Stadium, Dunedin - Nouvelle-Zélande | Nouvelle-Zélande – France | 31 – 27 | Test match   |
| 3  | 12 juillet 2025 | Sky Stadium, Wellington - Nouvelle-Zélande       | Nouvelle-Zélande – France | 43 – 17 | Test match   |
| 4  | 19 juillet 2025 | FMG Stadium Waikato, Hamilton - Nouvelle-Zélande | Nouvelle-Zélande – France | 29 – 19 | Test match   |

### Résultats détaillés
| Samedi 21 juin 2025 16 h 15 | Angleterre XV | 24 - 26 (19 - 12) | France A | Stade de Twickenham, Twickenham Arbitre : Hollie Davidson |
| Samedi 21 juin 2025 16 h 15 | Essai(s) : 4 Willis (23e), Coles (27e), Carpenter (39e), Dombrandt (59e) Transformation(s) : 2 Ford (23e, 39e) Carton(s) rouge(s) : 1 Feyi-Waboso (33e) | Rapport           | Essai(s) : 4 Barlot (6e), Auradou (9e), Mallez (74e), Taofifénua (80e+1) Transformation(s) : 3 Le Garrec (9e), Hastoy (74e, 80e+1) Carton(s) rouge(s) : 1 Woki (55e) | Stade de Twickenham, Twickenham Arbitre : Hollie Davidson |
| Samedi 21 juin 2025 16 h 15 | | Rapport           | | Stade de Twickenham, Twickenham Arbitre : Hollie Davidson |

| Samedi 5 juillet 2025 9 h 5 | Nouvelle-Zélande | 31 - 27 (21 - 13) | France | Forsyth Barr Stadium, Dunedin Arbitre : Nic Berry |
| Samedi 5 juillet 2025 9 h 5 | Essai(s) : 4 Jordan (20e, 47e), Vaa'i (26e), J. Barrett (40e) Transformation(s) : 4 B. Barrett (21e, 27e, 40e+1, 47e) Pénalité(s) : 1 B. Barrett (74e) | Rapport           | Essai(s) : 3 Guillarrd (17e), Villière (43e), Woki (50e) Transformation(s) : 3 Le Garrec (18e, 44e, 50e) Pénalité(s) : 2 Segonds (7e), Le Garrec (33e) | Forsyth Barr Stadium, Dunedin Arbitre : Nic Berry |
| Samedi 5 juillet 2025 9 h 5 | | Rapport           | | Forsyth Barr Stadium, Dunedin Arbitre : Nic Berry |

| Samedi 12 juillet 2025 9 h 5 | Nouvelle-Zélande | - (-) | France | Sky Stadium, Wellington |
| Samedi 12 juillet 2025 9 h 5 | Rapport          |       |        | Sky Stadium, Wellington |
| Samedi 12 juillet 2025 9 h 5 |                  |       |        | Sky Stadium, Wellington |

| Samedi 19 juillet 2025 9 h 5 | Nouvelle-Zélande | - (-) | France | FMG Stadium Waikato, Hamilton |
| Samedi 19 juillet 2025 9 h 5 | Rapport          |       |        | FMG Stadium Waikato, Hamilton |
| Samedi 19 juillet 2025 9 h 5 |                  |       |        | FMG Stadium Waikato, Hamilton |

## Effectif
(juillet 2025).
Fabien Galthié dévoile sa première liste de 28 joueurs le 15 juin pour préparer le match amical entre l'équipe de France A et l'Angleterre XV, sans les joueurs disputant les demi-finales de Top 14. Puis, le 24 juin, il dévoile une liste de 37 joueurs, comprenant six joueurs ayant disputé les demi-finales. 
L'absence de nombreux cadres, laissés au repos et formant la base de l'équipe, suscite un vif émoi parmi les supporters néo-zélandais, déçus de ne pas pouvoir assister à des oppositions entre deux équipes au maximum de leurs capacités. Mais alors que certains cadres ont manifesté leur envie de participer à cette tournée, des négociations sont entreprises entre la LNR, organisateur du Top 14, et la FFR. Ainsi les deux parties annoncent le 3 juin s'être accordées pour que cinq joueurs ayant disputé la finale de Top 14 puissent rejoindre l'effectif des 42 Bleus.
Le 30 juin, soit deux jours après la finale de Top 14, les cinq finalistes retenus pour la tournée sont annoncés. Il s'agit de Pierre-Louis Barassi, Pierre Bochaton, Joshua Brennan, Nicolas Depoortère et Bastien Vergnes-Taillefer.
Le 1er juillet, lors de la semaine précédent le premier test match, l'arrière Cheikh Tiberghien est contraint de déclarer forfait pour le reste de la tournée à cause d'une blessure à la cuisse droite. Il est remplacé dans le groupe par Marius Domon.

### Avants
| Nom                       | Naissance         | Sélections (Pts marqués) | Club                  | Année de 1re sélection |
| Piliers                   | Piliers           | Piliers                  | Piliers               | Piliers                |
| ------------------------- | ----------------- | ------------------------ | --------------------- | ---------------------- |
| Demba Bamba               | 17 mars 1998      | 28 (0)                   | Racing 92             | 2018                   |
| Giorgi Beria              | 11 novembre 1999  | 0 (0)                    | USA Perpignan         | -                      |
| Georges-Henri Colombe     | 9 avril 1998      | 9 (5)                    | Stade rochelais       | 2024                   |
| Baptiste Erdocio          | 13 mars 2000      | 0 (0)                    | Montpellier HR        | -                      |
| Paul Mallez               | 24 janvier 2001   | 0 (0)                    | Provence Rugby        | -                      |
| Régis Montagne            | 30 septembre 2000 | 0 (0)                    | ASM Clermont Auvergne | -                      |
| Rabah Slimani             | 18 octobre 1989   | 57 (0)                   | Leinster              | 2013                   |
| Talonneurs                |                   |                          |                       |                        |
| Gaëtan Barlot             | 13 avril 1997     | 9 (0)                    | Castres olympique     | 2021                   |
| Pierre Bourgarit          | 12 septembre 1997 | 14 (5)                   | Stade rochelais       | 2018                   |
| Guillaume Marchand        | 5 juin 1998       | 0 (0)                    | Lyon OU               | -                      |
| Deuxièmes lignes          |                   |                          |                       |                        |
| Hugo Auradou              | 20 juillet 2003   | 5 (0)                    | Section paloise       | 2024                   |
| Joshua Brennan            | 28 novembre 2001  | 0 (0)                    | Stade toulousain      | -                      |
| Tyler Duguid              | 17 octobre 2000   | 0 (0)                    | Montpellier HR        | -                      |
| Matthias Halagahu         | 15 août 2001      | 0 (0)                    | RC Toulon             | -                      |
| Romain Taofifénua         | 14 septembre 1990 | 54 (15)                  | Racing 92             | 2012                   |
| Théo William              | 4 juillet 2000    | 0 (0)                    | Lyon OU               | -                      |
| Troisièmes lignes aile    |                   |                          |                       |                        |
| Esteban Abadie            | 1er décembre 1997 | 1 (0)                    | RC Toulon             | 2024                   |
| Pierre Bochaton           | 17 avril 2001     | 0 (0)                    | Union Bordeaux Bègles | -                      |
| Alexandre Fischer         | 19 janvier 1998   | 0 (0)                    | ASM Clermont Auvergne | -                      |
| Killian Tixeront          | 22 janvier 2002   | 1 (0)                    | ASM Clermont Auvergne | 2024                   |
| Jacobus van Tonder        | 3 mars 1998       | 0 (0)                    | USA Perpignan         | -                      |
| Bastien Vergnes-Taillefer | 13 juin 1997      | 0 (0)                    | Union Bordeaux Bègles | -                      |
| Cameron Woki              | 7 novembre 1998   | 31 (10)                  | Racing 92             | 2020                   |
| Troisièmes lignes centre  |                   |                          |                       |                        |
| Mickaël Guillard          | 10 décembre 2000  | 10 (5)                   | Lyon OU               | 2024                   |

### Arrières
| Nom                  | Naissance         | Sélections (Pts marqués) | Club                  | Année de 1re sélection |
| Demis de mêlée       | Demis de mêlée    | Demis de mêlée           | Demis de mêlée        | Demis de mêlée         |
| -------------------- | ----------------- | ------------------------ | --------------------- | ---------------------- |
| Thibault Daubagna    | 20 mai 1994       | 0 (0)                    | Section paloise       | -                      |
| Baptiste Jauneau     | 17 novembre 2003  | 1 (0)                    | ASM Clermont Auvergne | 2024                   |
| Nolann Le Garrec     | 14 mai 2002       | 10 (10)                  | Racing 92             | 2024                   |
| Demis d'ouverture    |                   |                          |                       |                        |
| Léo Berdeu           | 13 juin 1998      | 0 (0)                    | Lyon OU               | -                      |
| Antoine Hastoy       | 4 juin 1997       | 7 (25)                   | Stade rochelais       | 2021                   |
| Joris Segonds        | 6 avril 1997      | 0 (0)                    | Aviron bayonnais      | -                      |
| Centres              |                   |                          |                       |                        |
| Pierre-Louis Barassi | 22 avril 1998     | 7 (10)                   | Stade toulousain      | 2019                   |
| Léon Darricarrère    | 4 juin 2004       | 0 (0)                    | ASM Clermont Auvergne | -                      |
| Nicolas Depoortère   | 13 janvier 2003   | 2 (0)                    | Union Bordeaux Bègles | 2024                   |
| Gaël Fickou          | 26 mars 1994      | 94 (85)                  | Racing 92             | 2013                   |
| Émilien Gailleton    | 13 juillet 2003   | 7 (15)                   | Section paloise       | 2023                   |
| Théo Millet          | 8 juillet 1997    | 0 (0)                    | Lyon OU               | -                      |
| Ailiers              |                   |                          |                       |                        |
| Théo Attissogbe      | 19 novembre 2004  | 5 (25)                   | Section paloise       | 2024                   |
| Alivereti Duguivalu  | 21 juillet 1997   | 0 (0)                    | USA Perpignan         | -                      |
| Tom Spring           | 26 septembre 2002 | 0 (0)                    | Aviron bayonnais      | -                      |
| Gabin Villière       | 13 décembre 1995  | 18 (40)                  | RC Toulon             | 2020                   |
| Arrières             |                   |                          |                       |                        |
| Léo Barré            | 20 août 2002      | 7 (15)                   | Stade français Paris  | 2024                   |
| Marius Domon         | 13 juin 2002      | 0 (0)                    | RC Toulon             | -                      |
| Cheikh Tiberghien    | 8 janvier 2000    | 0 (0)                    | Aviron bayonnais      | -                      |